# Ліси Аппалачів та Блакитного хребта
Ліси Аппалачів та Блакитного хребта (ідентифікатор WWF: NA0403) — неарктичний екорегіон помірних широколистяних та мішаних лісів, розташований в Аппалачах на південному сході США.

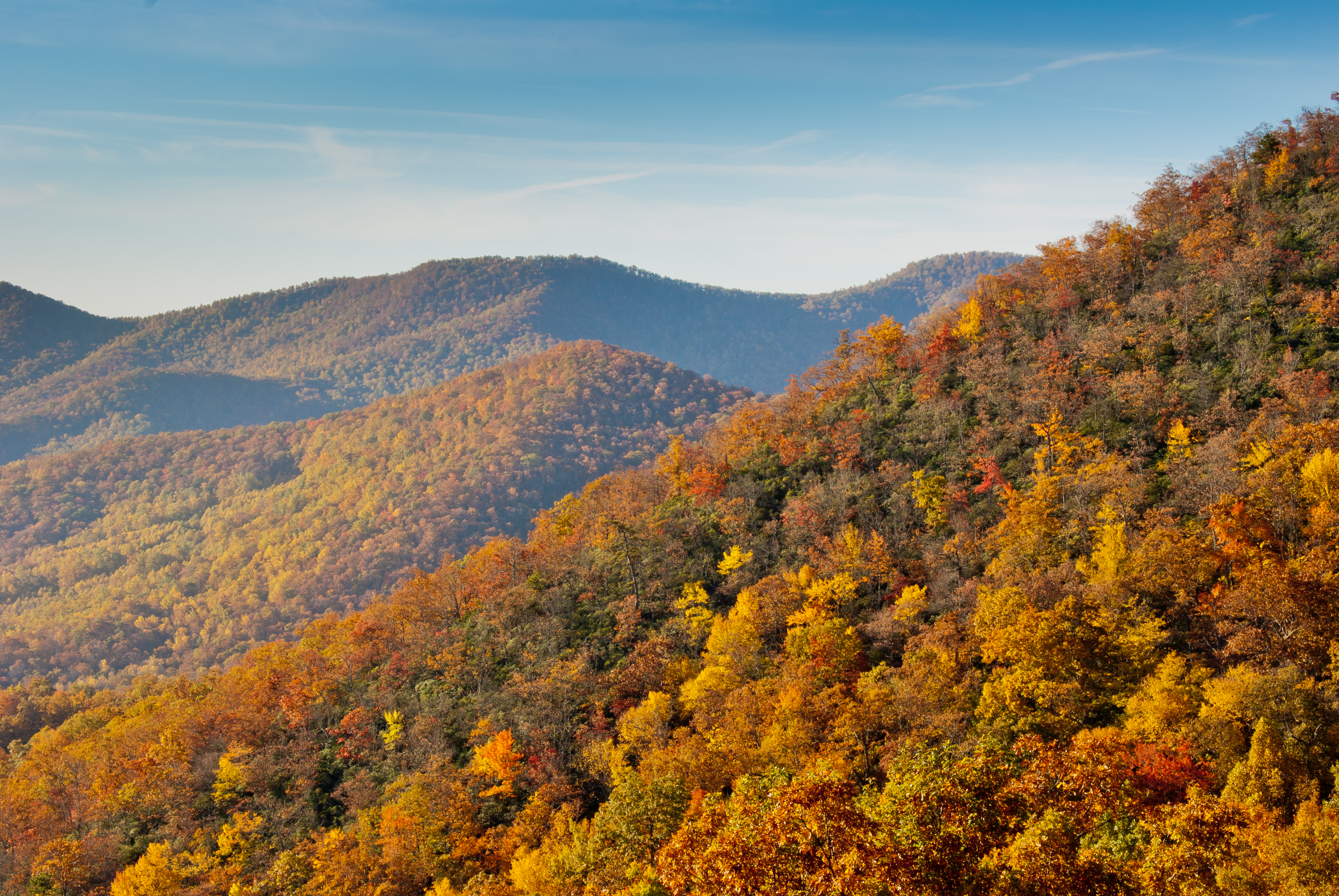
Осінній ліс в Блакитних горах поблизу Ешвілла, Північна Кароліна

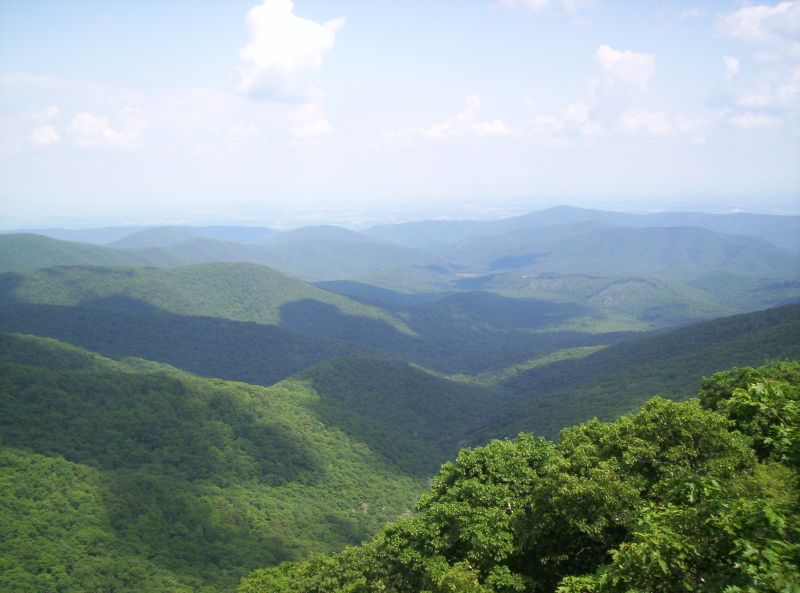
Ландшафт Аппалаччів в Центральній Вірджинії

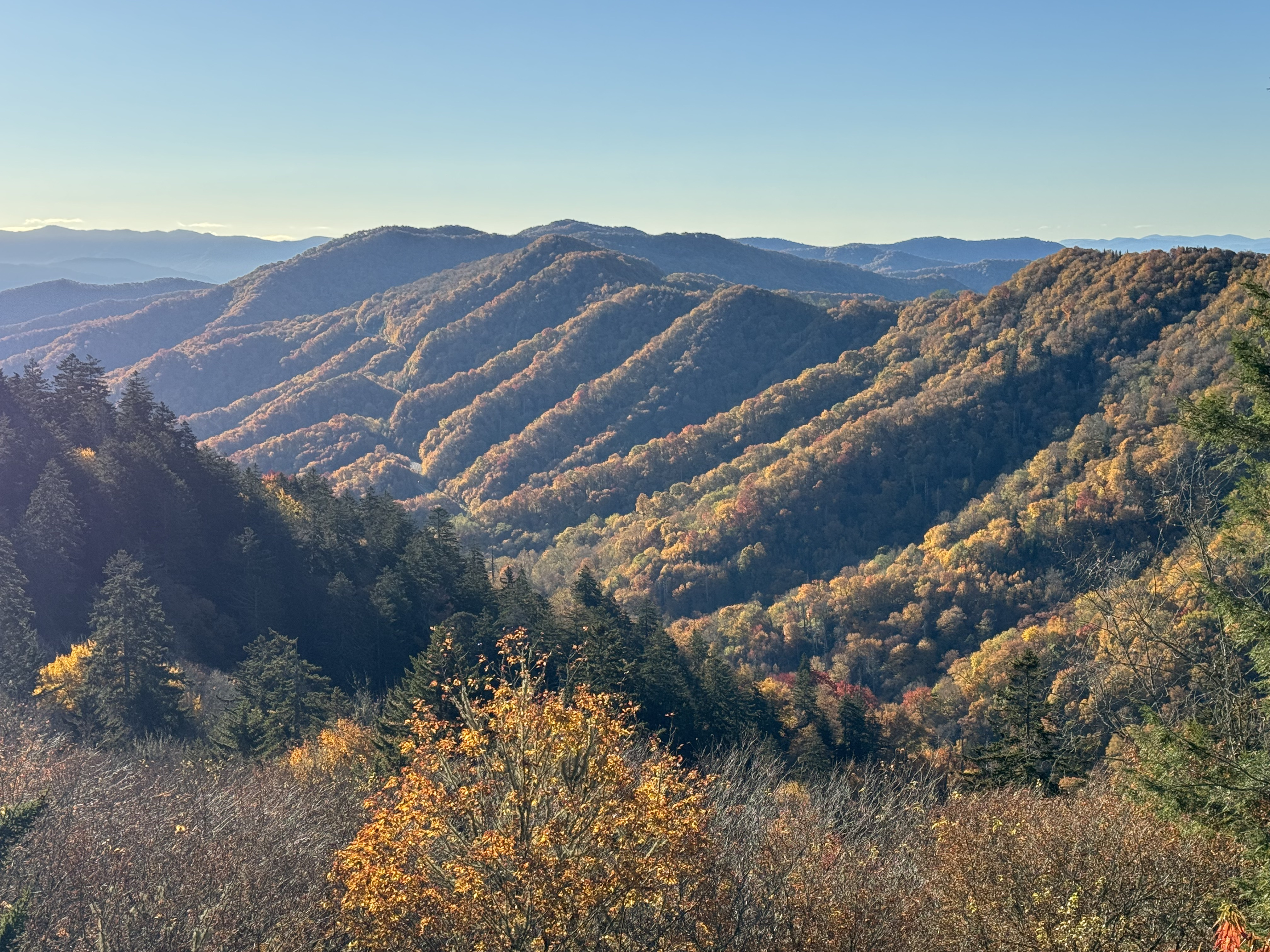
Перевал Ньюфаунд в горах Грейт-Смокі-Маунтінс (Теннессі)

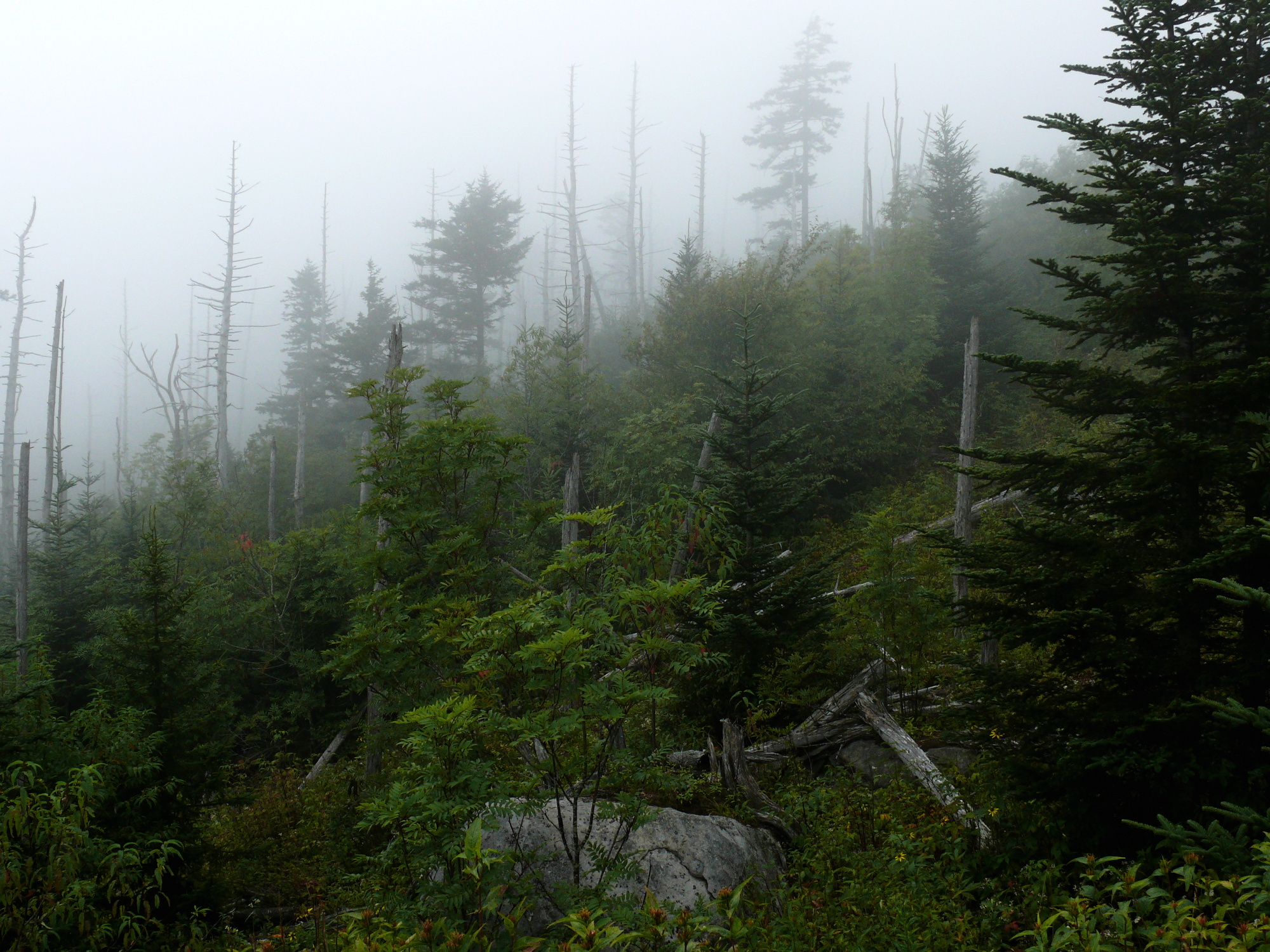
Сосново-ялицевий ліс у високогір'ях Аппалачів

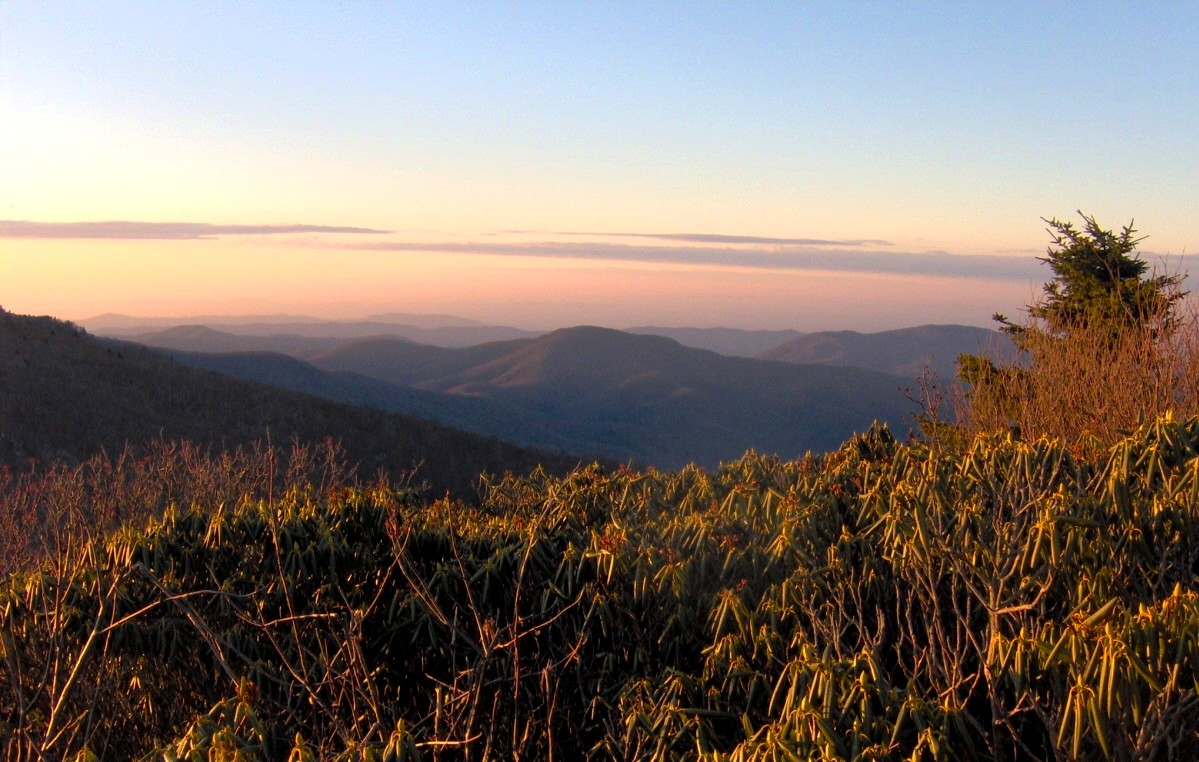
Джейн-Балд у високогір'ях Аппалачів

## Географія
Екорегіон лісів Аппалачів та Блакитного хребта простягається більш ніж на 1500 км від півдня Нью-Йорка і півночі Нью-Джерсі на південний захід через центральну Пенсільванію, західний Меріленд, схід Західної Вірджинії, захід Вірджинії, схід Теннессі, захід Північної Кароліни та крайній північний захід Південної Кароліни до північної Джорджії та північно-східної Алабами. Західна частина регіону охоплює низку гірських хребтів, розділених долинами, а на схід від них височіє Блакитний хребет. Тут розташована гора Мітчелл, найвища вершина Аппалачів та всього сходу Північної Америки заввишки 2037 м.
Аппалачі утворилися в палеозої і з того часу залишалися відносно геологічно стабільними. Колись вони були такими ж високими, як Скелясті гори, однак їх висота з часом зменшилась внаслідок природного процесу ерозії. Серед стародавніх пісковиків, вапняків та інших осадових порід, з яких складаються Аппалачі, місцями трапляються різноманітні карстові форми рельєфу.
На пагорбах та плато, що лежать на північ та захід від екорегіону, поширені ліси Аллеганської височини та мішані мезофільні ліси Аппалачів, а на плато Підмонт, що лежить на схід від нього, — мішані ліси південного сходу США.

## Клімат
Оскільки екорегіон простягається через території одинадцяти штатів та вирізняється значним широтним та висотним діапазоном, характеристики клімату в різних його частинах значно відрізняються. На півночі екорегіону (від Мена до Коннектикута) переважає вологий континентальний клімат (Dfb або Dfa за класифікацією кліматів Кеппена), на півдні — вологий субтропічний клімат (Cfa за класифікацією Кеппена), а у високогір'ях — помірний морський клімат (Cfb за класифікацією Кеппена). Середня температура в горах знижується зі збільшенням висоти. Опадів випадає дуже багато, на найвищих вершинах їх кількість може досягати 2286 мм, що дозволяє підтримувати помірні дощові ліси. Клімат в горах протягом тривалого часу залишався досить стабільним, внаслідок чого в екорегіоні зустрічається багато реліктових видів рослин і тварин.

## Флора
Екорегіон лісів Аппалачів та Блакитного хребта, як і сусідній екорегіон мішаних мезофільних лісів Аппалачів, вирізняється одним з найвищих рівнів біорізноманіття серед усіх помірних лісових екорегіонів світу, подібним до того, що спостерігається в лісах Центрального Китаю, Японії та Кавказу. Тут зустрічається 158 видів дерев, більше, ніж в будь-яких інших регіонах Північної Америки. Серед них є багато реліктів стародавніх лісів, які раніше вкривали значну частину Північної Америки та інших помірних регіонів Північної півкулі, а наразі збереглися лише в Аппалачах та східному і центральному Китаї. Існує низка видів, родів та родин рослин, які зустрічаються лише у цих двох місцевостях. Особливо високе флористичне різноманіття спостерігається в горах Грейт-Смокі.
Причиною високого біорізноманіття регіону є його геологічна стабільність, довгі хребти та долини, які слугують як бар'єрами, так і коридорами, по яким поширюються різні види рослин і тварин, а також його велика протяжність з півночі на південь, що дозволяла різним природним середовищам зміщуватися на південь під час льодовикових періодів. В горах регіону спостерігається високе різноманіття ландшафтів, мікрокліматів та ґрунтів, яке дозволило багатьом реліктовим видам зберегтися і процвітати в Аппалачах.
Основними лісовими угрупованнями екорегіону є листяні дубові та дубово-гікорієві ліси, поширені на висоті від 250 до 1350 м над рівнем моря, та хвойні ялиново-ялицеві ліси, поширені на більших висотах. До 1930-х років у дубових лісах також зустрічалося багато американських каштанів (Castanea dentata), але у середині XX століття більшість каштанів загинула внаслідок грибкової хвороби. Хоча каштани після цього почали рясно проростати з коренів, за більш ніж півстоліття небагато дерев вижили і досягли достатніх розмірів, щоб становити основу лісового намету у зрілих лісових насадженнях. На найвищих вершинах регіону зустрічаються вересові та трав'янисті пустища. Крім того, в екорегіоні зустрічається багато нелісових угруповань — галявин, серпентинітових пустищ, гранітних скельних відслонень, печер, луків та водно-болотних угідь, на яких зустрічається багато рідкісних ендемічних рослин, а також равликів, саламандр, жуків та інших тварин. У сукупності ці нелісові угруповання значно посилюють загальне біорізноманіття регіону.
Однією з найбільш біорізноманітних екосистем регіону є ліси, що ростуть у вологих, захищених невеликих долинах та на низьких північно-східних схилах Центральних Аппалачів та Блакитного хребта. Основу цих лісів складають цукрові клени (Acer saccharum), великолисті буки (Fagus grandifolia), канадські тсуґи (Tsuga canadensis), звичайні срібнодзвоники (Halesia tetraptera), американські тюльпанні дерева (Liriodendron tulipifera), червоні клени (Acer rubrum), білі дуби (Quercus alba), червоні дуби (Quercus rubra), жовті берези (Betula alleghaniensis), жовті гіркокаштани (Aesculus flava) та американські липи (Tilia americana). На більш сухих ділянках переважають дуби.
Дубові ліси зустрічаються на сухих ділянках на південних і західних схилах гір та на вершинах хребтів. Їх видовий склад різниться в межах екорегіону, однак зазвичай у цих лісах домінують каштанові дуби (Quercus montana), червоні дуби (Quercus rubra), чорні дуби (Quercus velutina), білі дуби (Quercus alba), шарлатові дуби (Quercus coccinea). В лісах, окрім дубів, поширені різні види гікорі, зокрема гіркі гікорі (Carya cordiformis), білі гікорі (Carya ovata) та пухнасті гікорі (Carya tomentosa), а також чорні тупело (Nyssa sylvatica), червоні клени (Acer rubrum), сосни Веймута (Pinus strobus) та американські ясени (Fraxinus americana).
На півдні екорегіону, на глибоких вапнякових ґрунтах, які погано утримують вологу, ростуть сухі дубово-гікорієві ліси. Їх основу складають різні види дубів, зокрема білі дуби (Quercus alba), червоні дуби (Quercus rubra), зірчасті дуби (Quercus stellata), дуби Мюленберга (Quercus muehlenbergii) та дуби Шумарда (Quercus shumardii), а також білі гікорі (Carya ovata). Подекуди у дубово-гікорієвих лісах зустрічаються цукрові клени (Acer saccharum), віргінські яловці (Juniperus virginiana) та сосни (Pinus  spp.).
У районах з кислими ґрунтами в південній частині екорегіону ростуть сухі дубові ліси та рідколісся. В них переважають білі дуби (Quercus alba), південні червоні дуби (Quercus falcata), каштанові дуби (Quercus montana) та шарлатові дуби (Quercus coccinea), а також поширені червоні клени (Acer rubrum), голі гікорі (Carya glabra) та пухнасті гікорі (Carya tomentosa). Подекуди в цих лісах зустрічаються короткохвойні сосни (Pinus echinata) та віргінські сосни (Pinus virginiana), особливо на стрімких схилах або на порушених ділянках, де нещодавно відбулася пожежа. Молоді американські каштани (Castanea dentata) часто можна знайти там, де вони раніше були поширені.
На гірських вершинах, верхніх і середніх схилах Аппалачів, а також у гірських долинах зустрічаються низькогірські соснові ліси, основу яких складають короткохвойні сосни (Pinus echinata) та віргінські сосни (Pinus virginiana). Іноді в соснових лісах регіону зустрічаються смолисті сосни (Pinus rigida) та різноманітні широколистяні дерева, особливо посухостійкі види дубів, зокрема південні червоні дуби (Quercus falcata), каштанові дуби (Quercus montana) та шарлатові дуби (Quercus coccinea), а також голі гікорі (Carya glabra), червоні клени (Acer rubrum) тощо. У розвиненому чагарниковому ярусі соснових лісів ростуть чагарники блідої чорниці (Vaccinium pallidum) та чорної гекльберрі (Gaylussacia baccata). Трав'яний ярус в соснових лісах, як правило, рідкісний. У ньому можуть зустрічатися злаколисті золоті айстри (Pityopsis graminifolia) та козяча рута (Tephrosia virginiana).
На сухих ділянках, де переважають суглинки або піщані ґрунти, ростуть сухі дубово-соснові ліси. В них, як правило, домінують каштанові дуби (Quercus montana), віргінські сосни (Pinus virginiana) та сосни Веймута (Pinus strobus), іноді також білі дуби (Quercus alba) або шарлатові дуби (Quercus coccinea). Різне співвідношення дубів та сосен в лісах призводить до формування дубових, мішаних дубово-соснових або невисоких соснових лісів. У середньому ярусі цих лісів поширені квітучий кизил (Cornus florida), американські кислодерева (Oxydendrum arboreum), білуваті сассафраси (Sassafras albidum) та чорні тупело (Nyssa sylvatica), а в щільному підліску — чагарники блідої чорниці (Vaccinium pallidum), чорної гекльберрі (Gaylussacia baccata) та широколистої кальмії (Kalmia latifolia).
На низьких і середніх висотах на півночі екорегіону поширені сухі дубові ліси. Їх основу складають червоні дуби (Quercus rubra), білі дуби (Quercus alba) та чорні дуби (Quercus velutina), а також різні види гікорі (Carya spp.), червоні клени (Acer rubrum), цукрові клени (Acer saccharum), американські ясени (Fraxinus americana),американські тюльпанні дерева (Liriodendron tulipifera), великолисті буки (Fagus grandifolia), пізні черемхи (Prunus serotina), вишневі берези (Betula lenta), чорні тупело (Nyssa sylvatica) та американські в'язи (Ulmus americana). В підліску сухих дібров ростуть чагарники квітучого кизила (Cornus florida).
На скелястих схилах і вершинах пагорбів ростуть сосново-дубові рідколісся, основу яких складають смолисті сосни (Pinus rigida) та віргінські сосни (Pinus virginiana), часто разом з каштановими дубами (Quercus montana), ведмежими дубами (Quercus ilicifolia), червоними дубами (Quercus rubra) та шарлатовими дубами (Quercus coccinea). Тут часто можна зустріти молоді американські каштани (Castanea dentata). На північному сході в цих лісах зустрічаються віргінські яловці (Juniperus virginiana) та американські хмелеграби (Ostrya virginiana). В підліску поширені чагарники та злакові трав'янисті рослини, особливо під листяними деревами.
На середніх висотах на західних гірських схилах, на тонких, бідних на поживні речовини ґрунтах ростуть гірські дубові ліси. Їх основу складають червоні дуби (Quercus rubra) та білі дуби (Quercus alba), а також молоді американські каштани (Castanea dentata). Ці дерева часто досягають низького зросту та утворюють криволісся. В підліску гірських дубових лісів поширені чагарники гірського падуба (Ilex montana), вогняної азалії (Rhododendron calendulaceum), катобського рододендрона (Rhododendron catawbiense) та великого рододендрона (Rhododendron maximum).
На скелястих гірських вершинах та південних і західних схилах, де переважають неглибокі, малородючі, кам'янисті ґрунти, материнською породою для яких виступають кварцити, пісковики або сланці, на висоті від 460 до 1220 м над рівнем моря поширені гірські соснові ліси та рідколісся. В цих лісах домінують колючі сосни (Pinus pungens), часто разом зі смолистими соснами (Pinus rigida) та віргінськими соснами (Pinus virginiana), а іноді з каролінськими тсуґами (Tsuga caroliniana) та каштановими дубами (Quercus montana), які утворюють нерівний, відкритий лісовий намет. Мертва деревина та тонкий шар рослинного опаду, що погано розкладається, дуже часто спричиняють пожежі в цих лісах.
На прохолодних північних та східних схилах Аппалачів, на висоті понад 1400 м над рівнем моря, поширені північні широколистяні ліси. Основу цих лісів складають цукрові клени (Acer saccharum), великолисті буки (Fagus grandifolia), жовті берези (Betula alleghaniensis) та жовті гіркокаштани (Aesculus flava), іноді разом з хвойними деревами — канадськими тсуґами (Tsuga canadensis), соснами Веймута (Pinus strobus) та червоними ялинами (Picea rubens). Подекуди в цих лісах у великій кількості поширена пізня черемха (Prunus serotina) та каролінська липа (Tilia caroliniana), а також зустрічається червоний дуб (Quercus rubra). В лісах, що ростуть у деяких гірських ущелинах, домінують великолисті буки (Fagus grandifolia).
У глибоких, вологих долинах та ущелинах на північ від Вірджинії поширені тсуґово-широколистяні ліси. У цих лісах домінують жовті берези (Betula alleghaniensis), гірські клени (Acer spicatum), цукрові клени (Acer saccharum), великолисті буки (Fagus grandifolia), канадські тсуґи (Tsuga canadensis) та сосни Веймута (Pinus strobus). У підліску цих лісів поширені широколисті кальмії (Kalmia latifolia) та різні види рододендронів (Rhododendron spp.).
На найвищих гірських вершинах екорегіону поширені ялинові та ялиново-ялицеві ліси. У цих прохолодних, вологих лісах, де часто випадають опади і трапляються тумани, а вегетаційний сезон короткий, зростають червоні ялини (Picea rubens), ялиці Фрейзера (Abies fraseri), жовті берези (Betula alleghaniensis), американські горобини (Sorbus americana) та гірські клени (Acer spicatum). В їх підліску поширені кущі вільхолистої калини (Viburnum lantanoides) та ведмежої чорниці (Vaccinium erythrocarpum).
На деяких найвищих вершинах і схилах екорегіону зустрічаються високогірні пустища, відомі як балди, соди або лисини. Вони представлені двома типами — трав'янистими та чагарниковими балдами. На відміну від справжніх альпійських луків, поширених у високогір'ях вище верхньої межі лісу, аппалацькі балди зустрічаються навіть в тих районах, де клімат є достатньо теплим, щоб дерева могли там рости. Існують кілька гіпотез, які пояснюють утворення цих високогірних екосистем. 
У багатьох частинах Аппалачів, зокрема в горах Блакитного хребта, зустрічаються болота. Тут ростуть види, типові для північних екорегіонів, зокрема різні види чорниці (Vaccinium), ряснолиста андромеда (Andromeda polifolia) та трилистий бобівник (Menyanthes trifoliata). Ці види є реліктами, що збереглися в екорегіоні з часів останнього льодовикового періода.

## Фауна
Фауна екорегіону вирізняється високим різноманіттям. Тут зустрічається 73 види ссавців та близько 200 видів птахів. Серед поширених в екорегіоні ссавців слід відзначити білохвостого оленя (Odocoileus virginianus), барибала (Ursus americanus), звичайну лисицю (Vulpes vulpes), сіру лисицю (Urocyon cinereoargenteus), руду рись (Lynx rufus), довгохвосту ласицю (Neogale frenata), смугастого скунса (Mephitis mephitis), флоридського кролика (Sylvilagus floridanus), червону вивірку (Tamiasciurus hudsonicus), сіру вивірку (Sciurus carolinensis), звичайного ракуна (Procyon lotor), лісового бабака (Marmota monax), східного бурундука (Tamias striatus), південну літягу (Glaucomys volans) та віргінського опосума (Didelphis virginiana). На берегах річок та озер поширені канадські бобри (Castor canadensis), канадські видри (Lontra canadensis), річкові візони (Neogale vison) та болотяні ондатри (Ondatra zibethicus). На вершинах гір мешкають реліктові популяції північних видів, таких як американські зайці (Lepus americanus), ільки (Pekania pennanti), канадські голкошерсти (Erethizon dorsatum) та північні літяги (Glaucomys sabrinus). Майже ендемічними представниками екорегіону є аппалацькі кролики (Sylvilagus obscurus) та аллеганські лісові хом'яки (Neotoma magister). Руді вовки (Canis rufus) та північноамериканські пуми (Puma concolor couguar) були винищені в регіоні.
Серед поширених в екорегіоні птахів слід відзначити американського орябка (Bonasa umbellus), великого індика (Meleagris gallopavo), північну зенаїду (Zenaida macroura), каролінку (Aix sponsa), віргінського пугача (Bubo virginianus), північну сплюшку (Megascops asio), неоарктичну сову (Strix varia), неоарктичного канюка (Buteo jamaicensis), американського яструба (Accipiter atricapillus), північну жовну (Dryocopus pileatus), рубіновогорлого колібрі (Archilochus colubris), звичайного крука (Corvus corax), блакитну сизойку (Cyanocitta cristata), пісняра-борсучка (Helmitheros vermivorum), блакитного пісняра-лісовика (Setophaga cerulea), золотистого пісняра-лісовика (Setophaga petechia), північного жовтогорлика (Geothlypis trichas), королівського тирана (Tyrannus tyrannus), сизого піві-малюка (Empidonax minimus), американського сорокопуда (Lanius ludovicianus), сизоголового віреона (Vireo solitarius), гострочубу синицю (Baeolophus bicolor), світлокрилу гаїчку (Poecile atricapillus), східного блакитника (Sialia sialis), каролінського повзика (Sitta carolinensis), сизу комароловку (Polioptila caerulea), лісового дрозда (Hylocichla mustelina), ялинового шишкаря (Loxia curvirostra) та червоного кардинала (Cardinalis cardinalis).
Регіон є глобальним центром різноманіття для безлегеневих саламандр, яких тут зустрічається понад 70 видів. Ці саламандри разом складають більшу біомасу, ніж будь-які інші лісові тварини. Також в горах регіону зустрічаються майже ендемічні аллеганські критозябрці (Cryptobranchus alleganiensis), одні з найбільших земноводних світу.

## Збереження
Ліси регіону постраждали внаслідок вирубки, перетворення на сільськогосподарські угіддя, розширення міст та видобутку корисних копалин. Від пралісів залишилися лише невеликі ізольовані ділянки, найбільшою з яких є Національний парк Грейт-Смокі-Маунтінс. Тим не менш, частина лісів з часом відновилася. Так, майже весь Національний парк Шенандоа є вторинним лісом, однак він все ще залишається важливим місцем проживання для диких тварин і рослин. Ялинові та ялицеві ліси у високогір'ях вирубувалися особливо інтенсивно і в багатьох випадках не відновлювалися, залишаючи по собі балди. Крім того, оскільки великі хижаки, такі як вовки та пуми, було винищені в регіоні, популяція білохвостих оленів надзвичайно збільшилась і шкодить відновленню лісів.
Оцінка 2017 року показала, що 9729 км², або 6 % екорегіону, є заповідними територіями. Природоохоронні території включають: 
- Державний парк високогірних озер[en] та Державний ліс Стюарт[en] в штаті Нью-Йорк;

- Державний ліс Ворінгтон[en], Національний природний заповідник річки Воллкілл[en], Національна зона відпочинку Делаверської брами[en] в штаті Нью-Джерсі;

- Державний ліс Б'юкенен[en], Державний ліс Мішо[en], Державний ліс Тускарора[en], Державний ліс Ротрок[en] та Державний ліс білоголового орлана[en] в штаті Пенсільванія;

- Державний ліс річки Севідж[en] та Державний ліс Зеленого хребта[en] в штаті Меріленд;

- Національний ліс Мононгахела[en] в штаті Західна Вірджинія;

- Національний парк Шенандоа, Національні ліси Вашингтона та Джеферсона[en], Зона управління дикою природою гори Клінч[en], Зона управління дикою природою долини Хідден[en], Зона управління дикою природою гори Натаніель[en], Зона управління дикою природою Сліппі-Крік[en], Зона управління дикою природою Індіан-Спрінгс[en] в штаті Вірджинія;

- Національний парк Грейт-Смокі-Маунтінс, Національний ліс Фасгі[en], Національний ліс Нантахала[en], Національний ліс Черокі[en], Державний ліс Дюпойнт[en] та Державний парк Південних гір[en] в штаті Північна Кароліна;

- Національний ліс Самтер[en] та Державний парк Горджес[en] в штаті Південна Кароліна;

- Національний парк Грейт-Смокі-Маунтінс та Національний ліс Черокі[en] в штаті Теннессі;

- Національний ліс Чаттахучі[en] та Зона управління дикою природою Голубиної гори[en] в штаті Джорджія;

- Національний ліс Талладега[en], Національний природний заповідник гори Лонгліф[en] та Національний природний заповідник каньойну Малої річки[en] в штаті Алабама.